# فيكتور هوغو مافلا
فيكتور هوغو مافلا (بالإسبانية: Víctor Hugo Mafla) هو لاعب كرة قدم كولومبي، ولد في 7 يناير 1974. لعب مع أتليتيكو بوكارامانغا وأليانزا ليما وأمريكا دي كالي وإنديبنديينتي سانتا في وديبورتيس كوينديو وديبورتيفو تاشيرا وشانغهاي غرينلاند شينهوا ونادي سانتانيكوس أسوشيتد.